# 布佐克河

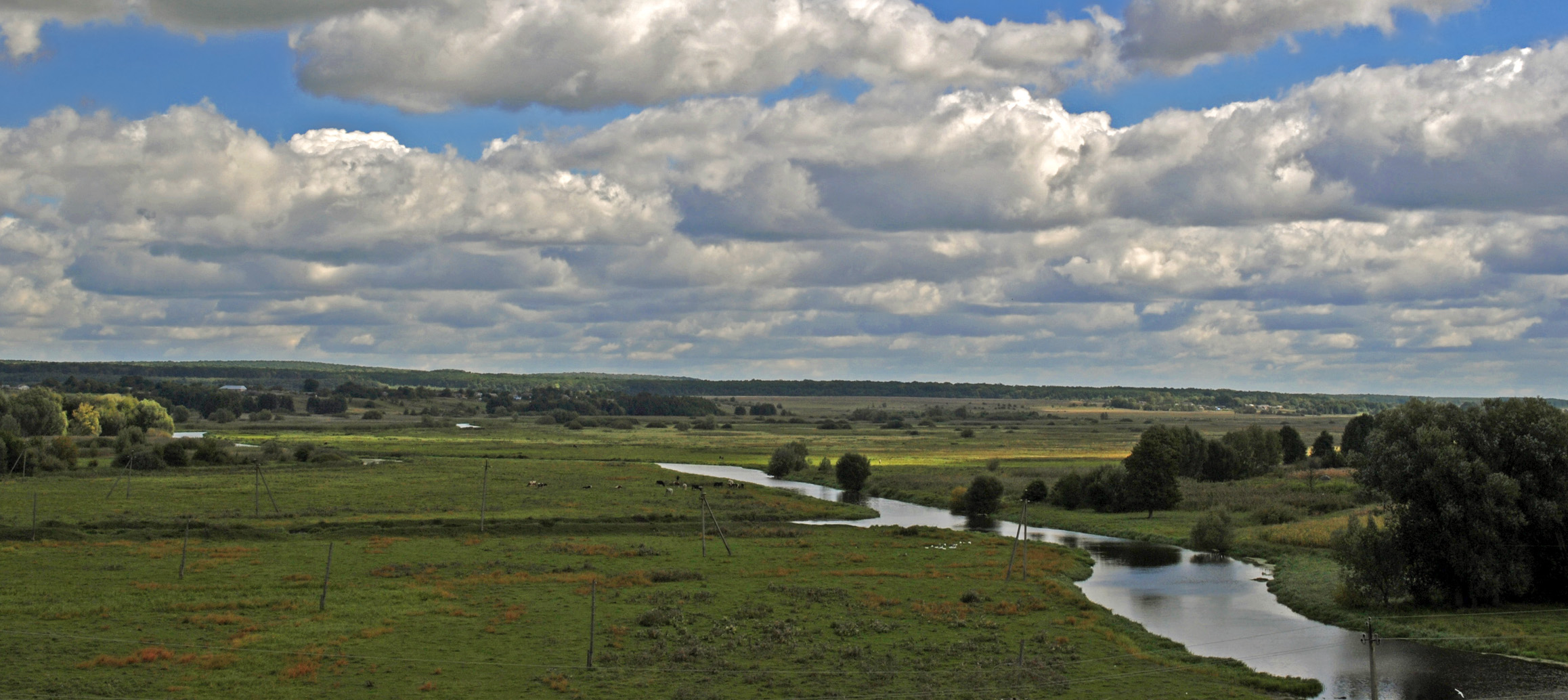

布佐克河（烏克蘭語：Бужок），是烏克蘭的河流，位於該國西部，發源自波皮夫齊東南面2公里，流經赫梅利尼茨基州，河道全長78公里，流域面積704平方公里。